# Бакши Гліб Сергійович
Гліб Сергійович Бакши (рос. Глеб Серге́евич Бакши́; нар. 12 листопада 1995, Сімферополь, Україна) — український (до 2014 року) та російський боксер, чемпіон світу 2019 року, чемпіон Росії (2018), майстер спорту України, майстер спорту Росії міжнародного класу.

## Біографія
Боксом почав займатися у віці 7 років у клубі боксу «Таврія» під керівництвом першого тренера Олега Мельника. Після школи вступив до Кримського федерального університету ім. Вернадського.

## Кар'єра

### Український період виступів
Боксом займається з 7 років з клубі боксу «Таврія» (Сімферополь). Перший тренер Олег Мельник.
З 2012 року тренується під керівництвом заслуженого тренера України Івана Карандєєв.
Переможець першості України серед юніорів 2010 і 2011 років.
Призер першості України серед молоді 2012 року.
Призер першості України серед молоді до 22 років 2013 року.
Призер міжнародного турніру класу «А» пам'яті Педро Саес Бенедікто (м.Сімферополь) 2013 року, за що удостоївся присвоєння спортивного звання «Майстер спорту України».
Входив до складу різних збірних України з 2010 по 2014 роки .

### Російський період після окупації Криму
Після окупації Криму добровільно прийняв російське громадянства та почав представляти на змаганням країни-агресора та на міжнародних змаганнях за збірну РФ.
У фіналі III-ї літньої Спартакіади 2014 році Бакши дійшов до вирішального двобою, але програв. У 2015 році в Казані став призером на першість Росії серед юніорів 19—22 років.
У 2016 році став призером чемпіонату Росії серед студентів. У 2017 році на змаганнях із боксу класу «А» «Пам'яті Героя Соціалістичної Праці, почесного громадянина міста Тольятті М. Семизорова» спортсмен завоював золото. Переміг у турнірі, присвяченому 234-й річниці заснування Чорноморського флоту і став переможцем Всеросійських змагань класу «А» «Пам'яті героїв Севастополя». Зайняв 3-є місце на Чемпіонаті Росії з боксу серед чоловіків.
На 35 міжнародному турнірі Фелікса Штамма в березні 2018 року здобув перемогу. У жовтні зайняв перше місце на Чемпіонаті Росії з боксу серед чоловіків. Включений до складу збірної Росії на Європейських іграх 2019 року в Мінську.
Тренерський штаб збірної Росії ухвалив рішення включити його до складу збірної Росії на домашній чемпіонат світу 2019 року в Єкатеринбурзі, де Гліб дійшов до фіналу, в якому переміг боксера з Філіппін Еуміра Марсіаля, ставши чемпіоном світу з боксу.

## Спортивні результати
- Чемпіонат Росії з боксу 2017 року — ;
- Чемпіонат Росії з боксу 2018 року — ;
- Чемпіонат світу з боксу серед любителів 2019 року — ;